# Maya Wodecka
Maya Wodecka, née le 10 avril 1946 en Pologne, est une actrice et traductrice polonaise.

## Biographie
Elle est diplômée de psychologie de l'université Jagellonne de Cracovie. Dans les années 1970 elle séjourne en France, où elle joue dans plusieurs films.  Elle s'y installe à partir de 1982, elle travaille alors notamment comme psychanalyste. Dans les années 1980, elle joue un rôle dans les contacts entre les membres exilés ou clandestins de l'opposition polonaise liée à Solidarność et la France et dans l'aide aux Polonais victimes de l'état de siège et de la détérioration de l'économie. Dans les années 1990 elle entreprend de traduire de la poésie, notamment en français des œuvres de son mari Adam Zagajewski, pour lesquelles elle obtient le prix Jean Malrieu, et en polonais des textes des poètes américains C.K. Williams, ami de son mari, et Edward Hirsch. 
En 2002 elle revient avec son mari s'installer à Cracovie. Elle s'engage alors notamment dans diverses actions en faveur des tout petits enfants, notamment en conjuguant les travaux des pédiatres Françoise Dolto et Janusz Korczak et soutenant les projets de lieux d'accueil pour les jeunes enfants, sortes de « maisons vertes » en Pologne.

### Filmographie
- 1967 : Jowita de Janusz Morgenstern - la fille du bal masqué (non crédité)
- 1968 : Człowiek z M-3 (L'homme à l'appartement F3) de Léon Jeannot  - Agnès, fille du professeur
- 1968 : Dancing w kwaterze Hitlera (Dancing au QG d'Hitler) de Jan Batory et Andrzej Brycht - Anka
- 1968 : Planeta Ziemia  (Planète Terre) de Mieczysław Waśkowski
- 1969 : Ostatni świadek (Le dernier témoin) de Jan Batory - Luiza, fille de Schmidt
- 1969 : Zbrodniarz, który ukradl zbrodnie (Le criminel qui a volé un crime) de Janusz Majewski - Mariola, ex-femme de Kerner
- 1972 : Docteur Popaul de Claude Chabrol (avec Jean-Paul Belmondo et Mia Farrow)
- 1976 : L'Affiche rouge de Frank Cassenti - Olga Bancic
- 1978 : Pauline et l'ordinateur de Francis Fehr (avec Josiane Balasko)
- 1980 : Misja (Mission) de Paweł Komorowski (série télévisée en six épisodes sur la période 1938-1939) - Helena Sauerbach

### Traductions
en polonais
- Edward Hirsch, Dzika wdzięczność: wiersze wybrane (La Gratitude sauvage, poèmes choisis) Wild Gratitude, National Book Critics Circle Award en 1986, Znak, 2003  (ISBN 83-240-0322-3)
- Charles Kenneth Williams, Czuwanie (The Vigil) (choix de textes et traduction avec Adam Zagajewski), Wydawnictwo A5, 2002  (ISBN 978-83-85568-56-8)

en français
- Adam Zagajewski, Palissade, Marronniers, Liseron, Dieu (traduit avec Claude Durand), Fayard, 1989  (ISBN 978-2-213-02318-2)
- Adam Zagajewski (trad. du polonais par Maja Wodecka et Michel Chandeigne), Mystique pour débutants, et autres poèmes, Paris, Librairie Arthème Fayard, 1999 (ISBN 2-213-60340-5).